# Kőkemény család
A Kőkemény család (The Family Stone) egy 2005-ös amerikai vígjáték-dráma. A filmet írta és rendezte Thomas Bezucha, készítette Michael London. A főszereplők között szerepel Craig T. Nelson, Diane Keaton, Rachel McAdams, Claire Danes, Sarah Jessica Parker, Luke Wilson, Dermot Mulroney, Tyrone Giordano, Brian J. White, Elisabeth Reaser.
A cselekmény a Stone család karácsonyi összejövetelét mutatja be, ami nem éppen a szokványos módon zajlik, hiszen számos ellentétnek, vitának, de a szerelemnek, és a romantikának is a tanúja lehet a néző. A történet középpontjában Sarah Jessica Parker áll. A helyszín Új-Anglia Connecticut.

## Cselekmény
A hatalmas Stone családot karácsonykor meglátogatja a legidősebb fiuk, Everett (Dermot Mulroney), aki most nem egyedül érkezik, hanem magával hozza a barátnőjét Meredith Mortont (Sarah Jessica Parker). Meredith egy sikeres manhattani végrehajtó, akinek konzervatív, ideges magatartása van. Emiatt valahogy nem sikerül beilleszkednie a kőkemény társaságba. Bármennyire is próbálja odatenni magát, nem tudja belopni magát a Stone család szívébe. Ráadásul Everett otthon akarja megkérni Meredith kezét, azzal a gyűrűvel, ami a nagymamájáé volt, de az édesanyja Sybil (Diane Keaton) ezt ellenzi, mivel szerinte Everett rossz választásra készül.
Meredith kikészül miután a család az őrületbe kergette, köztük a tanárként dolgozó Amy (Rachel McAdams), aki tulajdonképpen már az első pillanattól kezdve ki nem állhatja Everett kedvesét. A hölgy ugyanis eléggé félreérthető célzásokat tett Thad (Tyrone Giordano), és Patrick Thomas (Brian J. White) szexuális irányultságára, és arra, hogy még ennek örömére egy kisbabát is szeretnének örökbe fogadni. Meredith úgy dönt, idehívja a húgát July-t (Claire Danes) Stone-ékhoz, hogy segítsen rajta – akinek sikerül az, ami a nővérének nem – mivel egyszer már föladta a küzdelmet. Egyedül a kissé bohókás, de megértő Ben (Luke Wilson) gondoskodik róla, akinek a nő elmeséli a problémáit, és eközben lerészegednek egy bárban. Itt ismerkedik meg Meredith a mentősként dolgozó Brad Stevensonnal (Paul Schneider), aki Amy régi szerelme – ő vette el Amy szüzességét -, Meredith pedig meghívja hozzájuk az ünnepségre.
A történet fényt derít Sybil gyógyíthatatlan betegségére, aki már egyszer túlélte a mellrák betegséget. Erről egyedül a férje Kelly (Craig T. Nelson) tudott, de később tudomást szerez róla Ben és Everett is, viszont a többiek nem. Sybil úgy dönt, mégis odaadja a féltve őrzött gyűrűt a fiának, aki hogy kipróbálja azt, fölhúzza July ujjára, csak onnan nem jön le, és nem véletlenül, hiszen Everett valójában nem szereti szívből Meredith-t. Ben viszont igen, mert kezdettől fogva törődött vele, de Meredith megvádolja, hogy volt képes beszámíthatatlan állapotban ágyba vinni őt, úgy, hogy még ráadásul reggel Kelly éppen rányitott. Ben a tudtára adja, hogy nem volt közöttük semmi, mert Ő a földön aludt, de ettől függetlenül szereti. Amy és Brad között újra létrejön a nagy szerelem, ami nyilvánvalóvá válik akkor, amikor Susanna (Elisabeth Reaser) férje John (Jamie Kaler) hazaérve kérdezi, kivel csókolózik Amy a mentőautóban.

## Szereplők
| Színész              | Szerepbeli név           | Magyar hang     |
| -------------------- | ------------------------ | --------------- |
| Craig T. Nelson      | Kelly Stone              | Bács Ferenc     |
| Diane Keaton         | Sybil Stone              | Bánsági Ildikó  |
| Rachel McAdams       | Amy Stone                | Oroszlán Szonja |
| Claire Danes         | July Morton              | Bertalan Ágnes  |
| Sarah Jessica Parker | Meredith/Myriam Morton   | Spilák Klára    |
| Luke Wilson          | Ben Stone                | Stohl András    |
| Dermot Mulroney      | Everett Stone            | Selmeczi Roland |
| Tyrone Giordano      | Thad Stone               | Crespo Rodrigo  |
| Brian J. White       | Patrick Thomas           | Pap Dániel      |
| Elisabeth Reaser     | Susannah Stone Trousdale | Németh Borbála  |
| Jamie Kaler          | John Trousdale           | Lux Ádám        |
| Paul Schneider       | Brad Stevenson           | Gyurity István  |

## Díjak és Jelölések2006-ban
- Golden Globe-díj – Legjobb színésznő – zenés film és vígjáték kategória jelölés: Sarah Jessica Parker
- Satellite Awards legjobb női mellékszereplő: Rachel McAdams, Diane Keaton
- Satellite Awards legjobb férfi mellékszereplő: Craig T. Nelson
- Teen Choice Awards legjobb romantikus-vígjáték színésznő: Rachel McAdams

## Kritika
A film a kritikusoktól vegyes értékelést kapott a bemutató után. Az összegzést a Rotten Tomatoes közölte le, miszerint a kritikusok 52%-a adott pozitív értékelést a filmre, és 151 értékelés alapján a cselekmény egy tízes skálás hatosat kapott (6/10).

## Bevétel
A film a bevételek alapján sikeresnek könyvelhető el, hiszen 12 521 027 dollárt profitált az első hétvégén. Még 15 héttel később a mozik, a Stone család című filmből 60 062 868 dollárt kaszáltak az USA-ban, és 32 220 983 dollárt a külföldi piacokon. A számokat összeadva az egész világon pedig összesen 92 283 851 dollár érkezett be a filmből.

## Zene
Michael Giacchino és Jefferson Starship a következő zenei aláfestéseket mutatta be:
- „Let It Snow! Let It Snow! Let It Snow!” – Dean Martin
- „Jingle Bells” – Johnny Mercer
- „Fooled Around and Fell in Love” – Elvin Bishop
- „Miracles” és „Count on Me” – Jefferson Starship
- „Right Back Where We Started From” – Maxine Nightingale
- „Have Yourself a Merry Little Christmas” – Judy Garland